# Blue Mountains (Oregon)
Les Blue Mountains d'Oregon o Blue Mountains (Pacific Northwest) és una serralada de muntanyes de l'oest dels Estats Units. Principalment s'estenen per l'estat d'Oregon i en part cap al sud-est de l'Estat de Washington. La serralada ocupa una superfície d'uns 10.500 km², anant des de Pendleton, a Oregon, fins a Snake River al llarg del límit Oregon-Idaho. És el lloc on es troba l'organisme micelial més gran del món, el fong Armillaria solidipes.
Geològicament aquesta serralada forma part de l'altiplà Columbia River Plateau, situat a la zona semiàrida d'Oregon de l'est de Cascade Range. Els cims més alts de la serralada inclouen Elkhorn Mountains de 2.776 m, Strawberry Mountain de 2.775 m i Mount Ireland de 2.531 m. La serralada propera, Wallowa Mountains, a l'est i prop de Snake River, de vegades s'inclou com una subserralada dins les Blue Mountains.

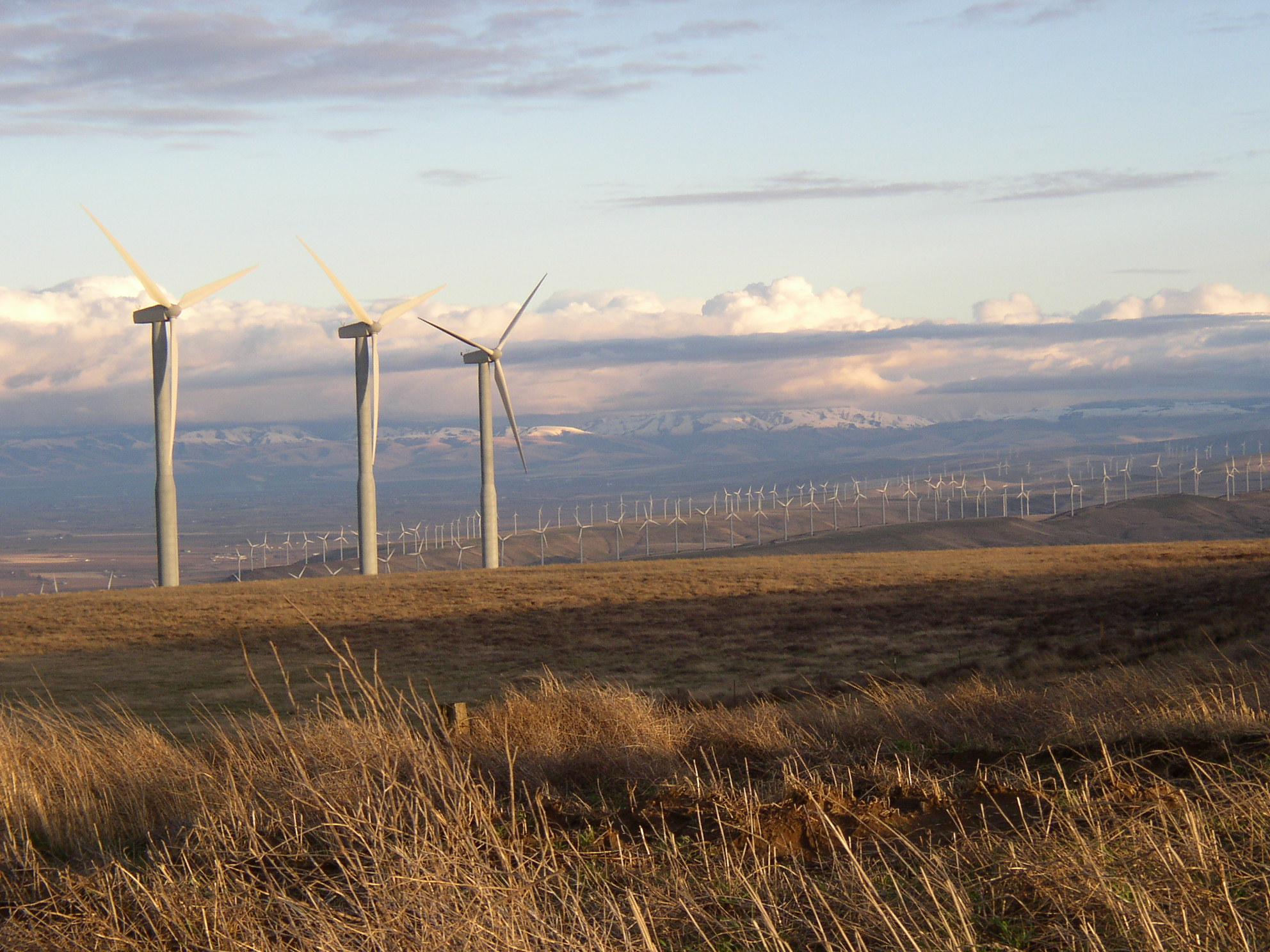
Les Blue Mountains a Washington,
vistes des de l'oest

Els amerindis, que les van habitar des de temps antics, inclouen les tribus walla walla, cayuses i umatilla, actualment ajuntades dins la reserva índia Confederated Tribes of the Umatilla Indian Reservation,situada al Comtat Umatilla d'Oregon.
A mitjans del segle xix les Blue Mountains eren un gran obstacle pels colonitzadors que viatjaven a través de l'Oregon Trail. Actualment la serralada és travessada per la carretera Interstate 84, que arriba a 1.278 m d'altitud entre La Grande i Pendleton i a un màxim de 1.554 m a la collada Blue Mountain Pass.
La serralada està drenada per diversos rius incloent el Grande Ronde i el Tucannon, afluents del riu Snake, com també alguns afluents del Riu Columbia.